# Fontanna di Trevi

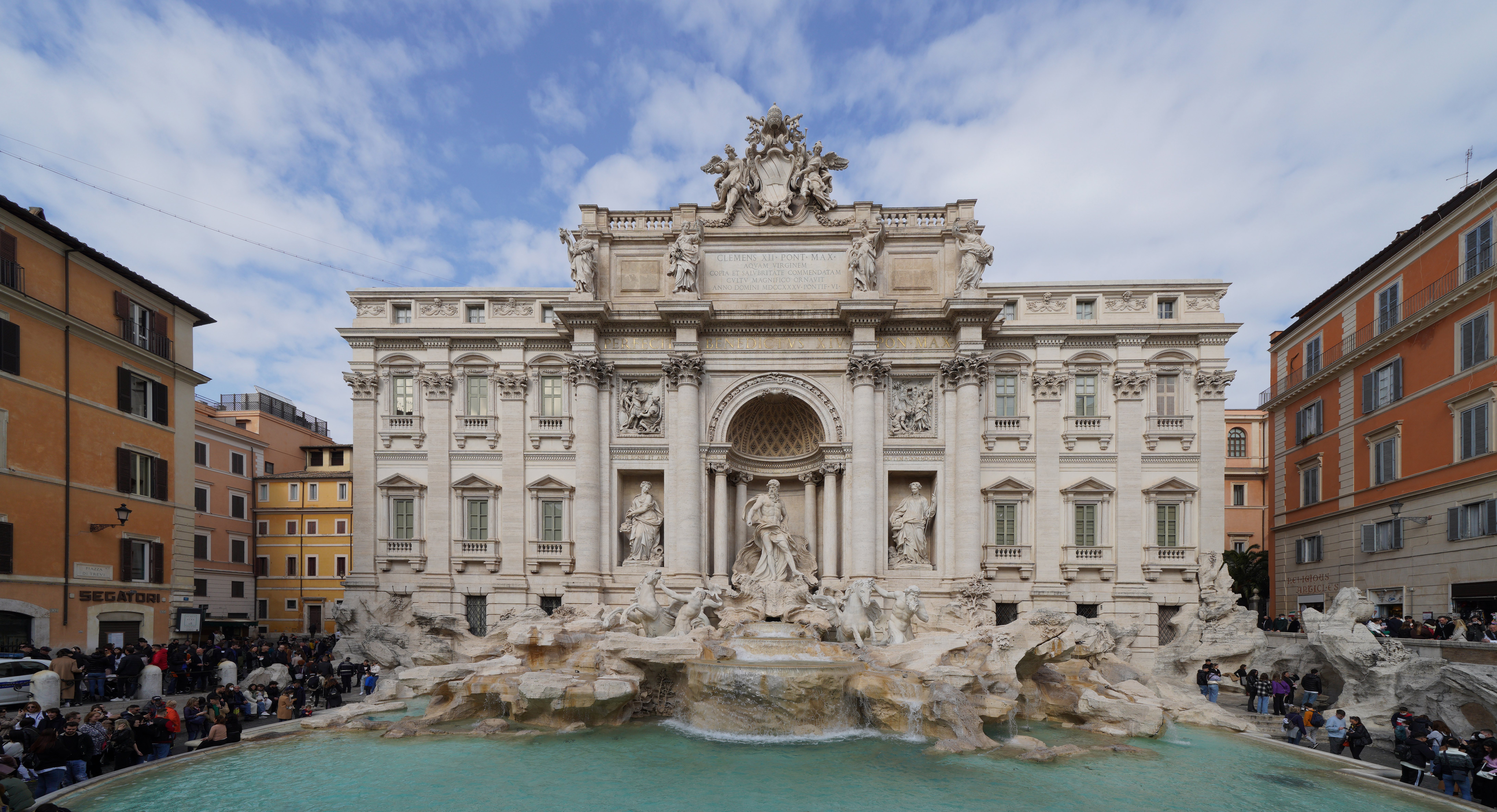
Fontanna di Trevi

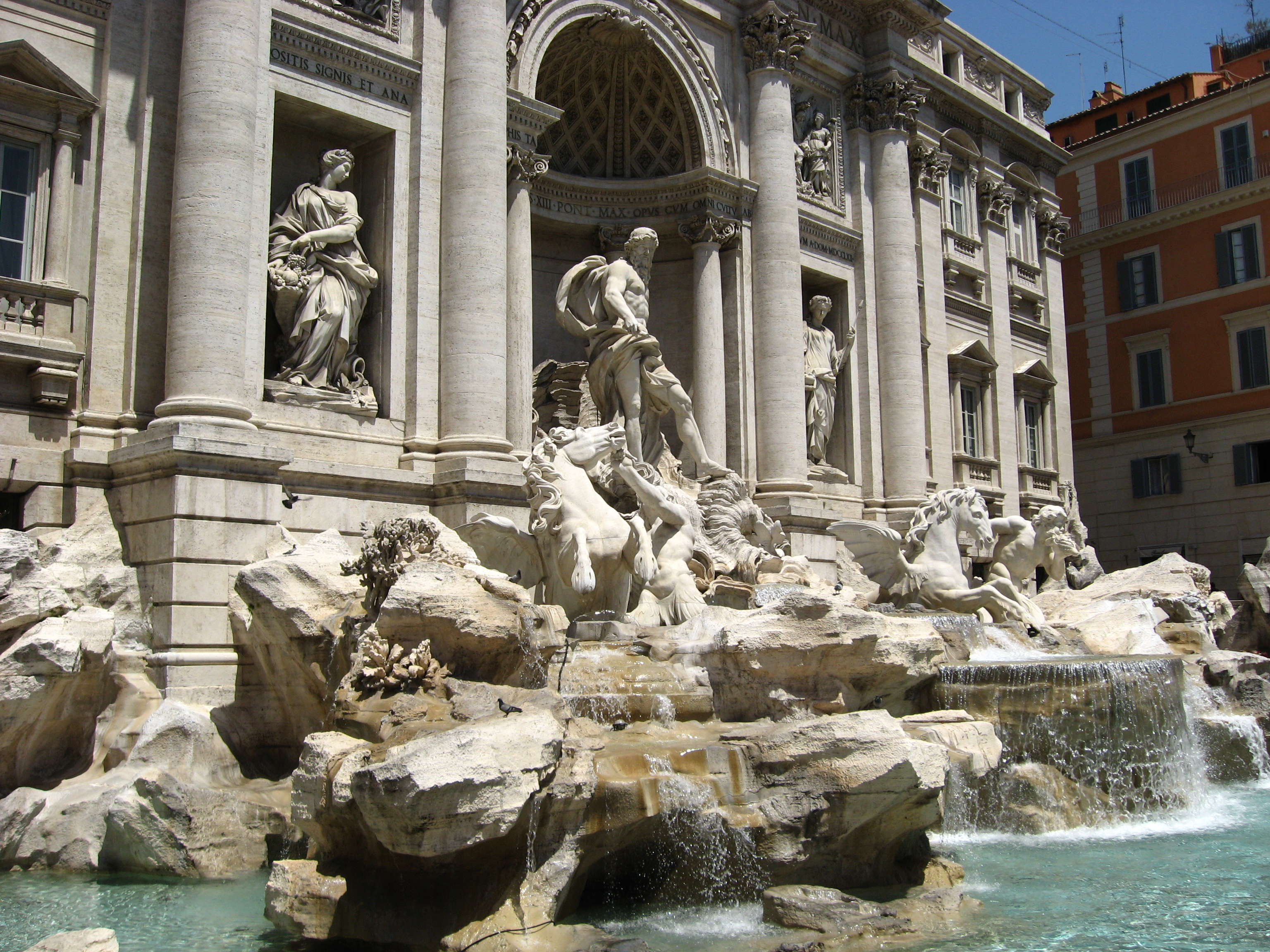
Fontanna di Trevi – widok z lewej

Fontanna di Trevi (wł. Fontana di Trevi) – najbardziej znana barokowa fontanna w Rzymie, w rione Trevi (R. II). Została zbudowana z inicjatywy Klemensa XII w miejscu istniejącej wcześniej fontanny zaprojektowanej przez Leona Battiste Albertiego z 1435 r. Zasila ją woda doprowadzona akweduktem zbudowanym w 19 r. p.n.e.  przez Agrypę, tym samym, który zasila fontannę Barcaccia znajdującą się u podnóża Schodów Hiszpańskich.
W 1640 Urban VIII zainicjował dzieło przebudowy fontanny. Monumentalny projekt przedstawił Giovanni Lorenzo Bernini. Nie doszedł on jednak do skutku z powodu problemów finansowych dworu papieskiego.
Klemens XII w 1732 ogłosił konkurs na nową fontannę. Papież wybrał projekt Niccolò Salvi. Prace trwały od 1735 do 1776. Sam autor projektu nie dożył zakończenia budowy. Forma tej barokowej fontanny przypomina fasadę budynku, ma 20,0 m szerokości i 26,0 m wysokości. Centralnymi postaciami fontanny są Okeanos i dwa trytony, będące symbolami Kastora i Polluksa. Bóstwo oceanów znajduje się na rydwanie zaprzężonym w dwa hippokampy (hybrydy konia i ryby), z których jeden jest spokojny, prowadzony przez trytona z prawej strony, tryton z lewej strony natomiast stara się okiełznać niespokojnego konia. Symbolizują one dwa odmienne stany morza (cisza i sztorm). Cztery statuy umieszczone na balustradzie symbolizują cztery pory roku (są to dzieła Corsiniego, Ludovisiego, Pincellottiego i Queirolego). W sąsiednich niszach znajdują się kobiece postaci będące alegoriami Zdrowia (po prawej) i Obfitości (po lewej).
Legenda wiąże nazwę fontanny z imieniem Trevia noszonym przez dziewicę (łac. virgo), która odkryła źródło wody wykorzystane przy budowie akweduktu. Wodę doprowadzaną przez ten akwedukt do fontanny nazywa się Acqua Virgo.